# Steven Yeun
Steven Yeun, född 21 december 1983 i Seoul, är en koreansk-amerikansk skådespelare. Han är mest känd för sin roll som Glenn Rhee i TV-serien The Walking Dead.

## Filmografi
| År   | Titel               | Roll      | Info                                                                                            |
| ---- | ------------------- | --------- | ----------------------------------------------------------------------------------------------- |
| 2009 | The Kari Files      | Chip      | Kortfilm                                                                                        |
| 2009 | My Name is Jerry    | Chaz      |                                                                                                 |
| 2010 | Carpe Millennium    | Kevin     | Kortfilm                                                                                        |
| 2010 | Blowout Sale        | Kund      | Kortfilm                                                                                        |
| 2014 | I Origins           | Kenny     |                                                                                                 |
| 2015 | Like a French Film  | Steve     |                                                                                                 |
| 2017 | Okja                | K         | Filmen nominerad till Guldpalmen                                                                |
| 2017 | Mayhem              | Derek Cho | Pris för bästa skådespelare vid Brooklyn Horror Film Festival                                   |
| 2017 | The Star            | Bo        | Röst                                                                                            |
| 2018 | Sorry to Bother You | Squeeze   | 2018                                                                                            |
| 2018 | Bränd               | Ben       | Filmen nominerad till Guldpalmen                                                                |
| 2020 | Minari              | Jacob Yi  | Filmen nominerad till flera Oscars, bl a Bästa film Nominerad till Oscar för bästa skådespelare |
| 2021 | The Humans          | Richard   | Efterbearbetning                                                                                |
| 2024 | Love Me             | Iam/Liam  |                                                                                                 |

## TV-serier (i urval)
| År        | Titel                                   | Roll                                 | Info |
| --------- | --------------------------------------- | ------------------------------------ | --- |
| 2010      | The Big Bang Theory                     | Sebastian                            | 1 Avsnitt |
| 2010–2016 | The Walking Dead                        | Glenn Rhee                           | 66 Avsnitt Satellite Award för bästa rollista för en TV-Serie (2012) Saturn Award för bästa TV-Ensemble (2012) Nominerad till Saturn Award för bästa birollskådespelare i en TV-Serie (2011) |
| 2011      | Law & Order: LA                         | Ken Hasui                            | 1 Avsnitt |
| 2011      | Warehouse 13                            | Gibson Rice                          | 1 Avsnitt |
| 2012      | NTSF:SD:SUV::                           | Ricky Meeker                         | 1 Avsnitt |
| 2012      | Harder Than it Looks                    | Steven                               | 1 Avsnitt |
| 2013      | The Legend of Korra                     | Avatar Wan                           | Röst 3 Avsnitt |
| 2013      | Filthy Preppy Teen$                     | Martin                               | Pilot |
| 2014      | Drunk History                           | Daniel Inouye                        | 1 Avsnitt |
| 2014      | American Dad!                           | Charles                              | Röst 1 Avsnitt |
| 2016–     | Voltron – Den legendariska beskyddaren  | Keith                                | Röst 39 Avsnitt |
| 2016–2018 | Trollhunters                            | Steve Palchuk                        | Röst 24 avsnitt |
| 2017–     | Stretch Armstrong and the Flex Fighters | Nathan Park / Wingspan               | Röst 14 Avsnitt |
| 2017      | Bajillion Dollar Propertie$             | Eric                                 | 1 Avsnitt |
| 2017      | Robot Chicken                           | Glenn Rhee / Glenn och Maggie's barn | (Röst) Avsnitt: "The Robot Chicken Walking Dead Special: Look Who’s Walking" |
| 2018      | Final Space                             | Little Cato                          | Röst 9 Avsnitt |

### Datorspel
- 2007 – Crysis (röst åt koreansk soldat)
- 2008 – Crysis Warhead (röst åt koreansk soldat)